# Zanthoxylum oahuense
Zanthoxylum oahuense är en vinruteväxtart som beskrevs av Wilhelm B. Hillebrand. Zanthoxylum oahuense ingår i släktet Zanthoxylum och familjen vinruteväxter. IUCN kategoriserar arten globalt som sårbar. Inga underarter finns listade i Catalogue of Life.